# Marino Evaristo
Marino „Mario“ Evaristo (* 10. Dezember 1908 in Buenos Aires, Argentinien; † 30. April 1993 in Quilmes) war ein argentinischer Fußballspieler.

## Spielerkarriere

### Verein
Der 1,70 Meter große Evaristo, der seinen Geburtsnamen Marino später in Mario änderte, war der Bruder von Juan Evaristo. Er begann seine Karriere bei Sportivo Barracas. Danach ging er zu den Boca Juniors, für die er zwischen 1926 und 1931 insgesamt 109 Spiele absolvierte, in denen er 32 Tore erzielte. In dieser Zeit gewann der schnelle Linksaußen mit seinem Team sowohl 1926, 1930 als auch 1931 die Meisterschaft, wobei der letzte Titelgewinn die erste Profi-Fußball-Meisterschaft im argentinischen Fußball darstellte. Nach einer erneuten Zwischenstation bei Sportivo Barracas wechselte er 1934 zum Racing Club. Von dort führte ihn sein Weg schließlich nach Europa zum italienischen Verein CFC Genua. Anschließend spielte er in Frankreich noch von 1936 bis 1937 für den FC Antibes sowie von 1937 bis 1938 für den OGC Nizza.

### Nationalmannschaft

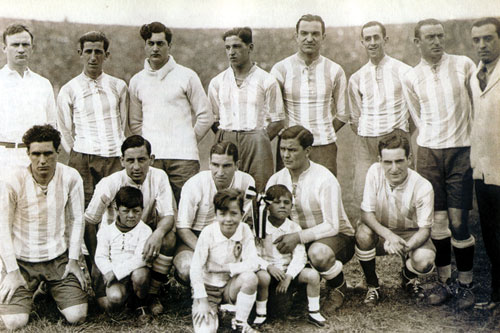
Das argentinische Aufgebot bei der Copa America 1929; M. Evaristo vorne rechts

Für die argentinische Fußballnationalmannschaft bestritt er zwischen 1929 und 1930 insgesamt neun Länderspiele. Dabei traf er dreimal ins gegnerische Tor. 1929 trug er mit zwei Treffern zum Gewinn der Campeonato Sudamericano bei. Er war in dieser Zeit gemeinsam mit seinem Bruder Juan Mitglied der Mannschaft, auch bei der Fußball-Weltmeisterschaft 1930, als das Finale erreicht wurde, dort unterlag man allerdings Uruguay mit 2:4.

### Erfolge
- 3× Argentinischer Meister: 1926, 1930, 1931

## Trainertätigkeit
Nach seiner aktiven Laufbahn war er auch als Trainer tätig. 1963 betreute er in dieser Funktion San Telmo.